# Муняно дел Кардинале
Муня̀но дел Кардина̀ле (на италиански: Mugnano del Cardinale) е градче и община в Южна Италия, провинция Авелино, регион Кампания. Разположено е на 250 m надморска височина. Населението на общината е 5376 души (към 2010 г.).